# Blang Lancang
Blang Lancang is een bestuurslaag in het regentschap Bireuen van de provincie Atjeh, Indonesië. Blang Lancang telt 855 inwoners (volkstelling 2010).